# Emanuele Merisi
Emanuele Erminio Merisi, född 10 oktober 1972 i Treviglio, är en italiensk före detta simmare.
Merisi blev olympisk bronsmedaljör på 200 meter ryggsim vid sommarspelen 1996 i Atlanta.